# Héctor Luis Gutiérrez Pabón
Héctor Luis Gutiérrez Pabón (Cáqueza, 17 de maio de 1937 – Bogotá, 2 de dezembro de 2024 ) foi um ministro católico romano e bispo emérito de Engativá.
O bispo auxiliar de Bogotá, Emilio de Brigard Ortiz, ordenou-o sacerdote da Arquidiocese de Bogotá em 22 de setembro de 1962.
Em 13 de fevereiro de 1987, o Papa João Paulo II o nomeou bispo auxiliar de Cali e bispo titular de Segia. Dom Angelo Acerbi, núncio apostólico na Colômbia, concedeu sua consagração episcopal em 25 de março do mesmo ano; Os co-consagradores foram Mario Revollo Bravo, Arcebispo de Bogotá, e Pedro Rubiano Sáenz, Arcebispo de Cali.
Em 2 de fevereiro de 1998 foi nomeado Bispo de Chiquinquirá. Em 6 de agosto de 2003 foi nomeado primeiro bispo da Diocese de Engativá, estabelecida na mesma data, e foi inaugurada em 21 de setembro do mesmo ano.
O Papa Francisco aceitou sua aposentadoria em 26 de junho de 2015.